# Passéisme

Selon Vladimir Jankélévitch, le mythe religieux de l'âge d'or et la notion de passéisme sont intimement liés
(Tableau de Pietro da Cortona)

Le passéisme est une attitude qui consiste à préférer ou à idéaliser le passé par rapport au présent, en considérant que les valeurs, les coutumes ou les modes de vie d'une époque révolue étaient meilleurs ou plus souhaitables que ceux d'aujourd'hui. C'est un terme souvent utilisé pour décrire une résistance au changement ou un refus de s'adapter aux évolutions de la société. Cette qualification est généralement utilisée de manière péjorative. Le passéisme est souvent résumé par la phrase « C'était mieux avant ».
Le dictionnaire Le Petit Larousse définit le passéisme comme une « attitude de repli sur des valeurs du passé ». Le TLFi définit le passéisme comme un « attachement excessif au passé » et le passéiste comme une personne « excessivement attachée au passé », présentant donc le terme comme étant lié à une exagération du sentiment de nostalgie,.
Idées réactionnaires et obscurantisme sont utilisés parfois dans le même sens que passéisme d'une manière péjorative. La nostalgie peut être un synonyme de passéisme sans connotation péjorative. Le conservatisme par opposition au progressisme ou le traditionalisme décrivent des courants politiques pouvant être associés à une nostalgie du passé.
Au passéisme, on peut opposer le concept de futurisme, de modernisme ou encore de progressisme.

## Visions

### Le mythe de l'âge d'or

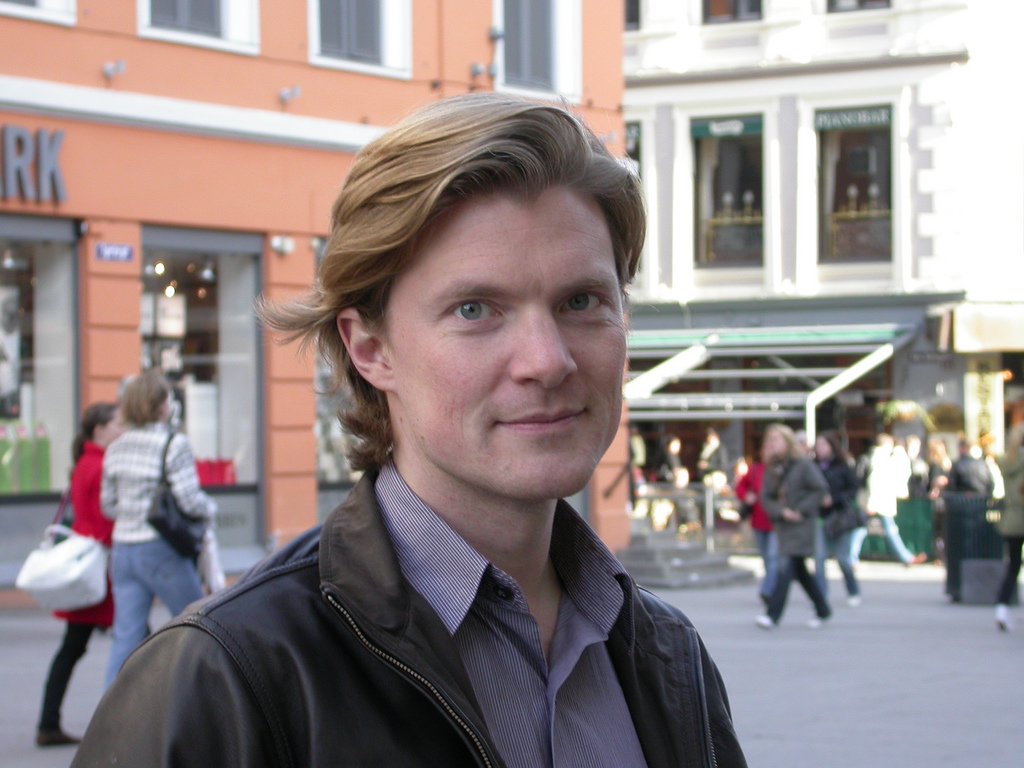
Johan Norberg en 2008

Au-delà du mythe grec, l'âge d'or est la vision d'un passé heureux et lointain qui s'éloigne de plus en plus avec le temps qui passe. Selon le philosophe et musicologue français Vladimir Jankélévitch, le passé et l'âge d'or se rejoignent. Celui-ci écrit notamment :

« […] À plus forte raison le passé du passéisme est-il lui-même un idéal à venir ; l'objet de la nostalgie passéiste appartient en somme au monde normatif des choses futures tout autant que l'objet de l'espérance futuriste ; le paradis perdu et le paradis retrouvé du messianisme, l'âge d'or de la tradition et de la cité idéale des utopistes, l’extrême passé supra-historique et l’ultime futur métahistorique se rejoignent dans une même eschatologie. »

Dans la préface du livre Non ce n'était pas mieux avant, de l'écrivain suédois militant pour la défense du libéralisme, Johan Norberg, l'entrepreneur Mathieu Laine écrit[source secondaire souhaitée] :
«  L'̩âge d'or, c'est bien connu, c'était toujours avant ! Il doit y avoir une explication cognitive, un biais humain à préférer le passé pour que cette opinion soit à ce point répandue. »

### Nostalgie et passéisme
Déjà, au Ier siècle av. J.-C., dans son Art poétique, le poète latin Horace fustigeait ses aînés dans son œuvre, comme nous l'indique cette citation (vers 173-174) :
«  Mille incommodités assiègent le vieillard […] Quinteux, râleur, vantant le temps passé, quand il était gosse, toujours à censurer les jeunes […]. »
Selon la "théorie de la sélectivité socio-émotive", chacun dirige ainsi son attention vers des pensées ou des souvenirs positifs lorsqu’il se rend compte que le temps qui lui reste à vivre est limité. Selon "l'effet de simple exposition" bien connu des radios, plus on vous expose à quelque chose de nouveau, plus vous l'apprécierez. De plus, des parents auront tendance à avoir peur de la nouveauté pour protéger leurs enfants. Ces trois effets tendent à expliquer cette tendance à la nostalgie et par extension au passéisme.
L'industrie de la culture utilise désormais la carte de la nostalgie dans leurs productions. On parle de culture-bait et de culture Doudou. Le Doudou, ou objet transitionnel a un rôle d'acceptation de la frustration, mais il faut aussi faire attention à ne pas en faire une compulsion.

### Le passéisme de droite

#### Du rêve passéiste de Nicolas Sarkozy
Sur six discours du 10 au 19 Avril 2007, Nicolas Sarkozy citera Jean Jaurès 37 fois, Jules Ferry 17 fois, Charles de Gaulle 12 fois et Léon Blum 7 fois. Ces discours ont pour double but de réécrire un roman national coupé de toute historicité, portant l'auditeur dans un rêve fantasmé et ainsi parler moins d'un programme éloigné des valeurs portés par les personnes cités. Il ajoutera sur ses discours des personnalités locales tirés du Tour de la France par deux enfants. À Rouen, le 24 avril, c’est Corneille et Jeanne d’Arc. À Marseille, le 19 avril, c’est Mirabeau. À Dijon, le 23 avril, c’est le pays de Bossuet, de Buffon et de Lamartine. Mais aussi le Petit Lavisse, autre best-seller de la littérature scolaire de la IIIe République, réconciliant la France des Rois et celle de la République. On y retrouve la vision de l'Ordre, des devoirs du citoyen, du courage à la Patrie et des "bienfaits" de la colonisation, autant de valeurs moralisatrices pour enfants qui séduiront les nostalgiques de l'école d'avant 1970. Si Nicolas Sarkozy ne citera pas Napoléon Bonaparte et Pétain, il citera tout de même Maurice Barrès lors de son discours de Metz, le père du nationalisme qui était aussi antidreyfusard et antisémite.

#### À aujourd'hui
Si l'appel au Gaullisme a toujours existé dans les formations comme l'UMP comme LR, il s'est étendu à tous les partis de droite, de l'extrême droite au centre. De même, l'historicité est plus ou moins écorné, alors que le FN vient de l'OAS. Reconquête s'y réfère aussi alors que l'immigration musulmanes a été accru sous De Gaulle. Macron s'y réfère alors qu'il n'a fait aucun référendum, que les expériences de démocratie qu'il a initié, cahiers de doléance, grand débat et convention citoyenne ont toutes tourné court ou le résultat est sabordé.
Les appels aux Bonapartismes sont passés de l'extrême droite à la droite, comme pour Napoléon Bonaparte. Gérald Darmanin, depuis 2015 dans le Point puis dans son manifeste à la laïcité s'y réfèrera, reprenant en même temps les tropes antisémites de l'Empereur. Macron rendra hommage à Napoléon Bonaparte, ce qu'aucun autre chef d'Etat Français n'avait fait depuis Georges Pompidou, mais aussi Pétain, utilisant même son grade qu'il a perdu lors de sa déchéance. Il fera de même avec Maurras, tentant de fantasmer un nationalisme sans racisme.
L'apogée sera atteint sur la vidéo de campagne d'Eric Zemmour largement basé sur le rappel du passé, mêlant Napoléon, Louis XIV, Jeanne d'Arc, De Gaulle ou Georges Brassens (dont pourtant les convictions politiques étaient à l’opposé du candidat). Chaque image, jusqu'au mobilier, la musique et sa posture ont été mis au service d'une vision d'un passé fantasmé. On remarquera que les proportions dans le champ politique des personnalités invoquées se sont inversées par rapport aux discours de Sarkozy.

### Le passéisme de gauche

#### En France?
L’expression « gauche passéiste » est attribuée à l'ancien Premier ministre Manuel Valls qui l'a utilisée pour répondre à l'appel de Martine Aubry et des frondeurs du PS lui intimant d'infléchir sa politique ou d'autres l'accusant de vouloir tuer la gauche. Il a ainsi déclaré : « Il faut en finir avec la gauche passéiste, celle qui s'attache à un passé révolu et nostalgique, hantée par le surmoi marxiste et par le souvenir des Trente Glorieuses. La seule question qui vaille, c'est comment orienter la modernité pour accélérer l'émancipation des individus ».
Manuel Valls passera ensuite chez LREM pour finir sa carrière politique comme conseiller municipal d'un parti de centre droit à Barcelone, parti qu'il quittera après l'élection en raison d'un rapprochement avec Vox, l'extrême droite espagnol. La gauche défaite après le mandat de Hollande et Valls, ne renouera avec le succès qu'avec la NUPES et un programme de rupture anti-capitaliste, version modernisée des précédents programmes d'Union de la gauche.

#### Dans les pays de l'est
L'ostalgie, néologisme désignant une forme de nostalgie de l'ancienne République démocratique allemande, puis par la suite, élargi au regret de la vie quotidienne des démocraties populaires de l'ex-Bloc de l'Est. C'est une forme de passéisme très répandu dans ces nostalgiques du communisme d'État.

### La crainte du passéisme

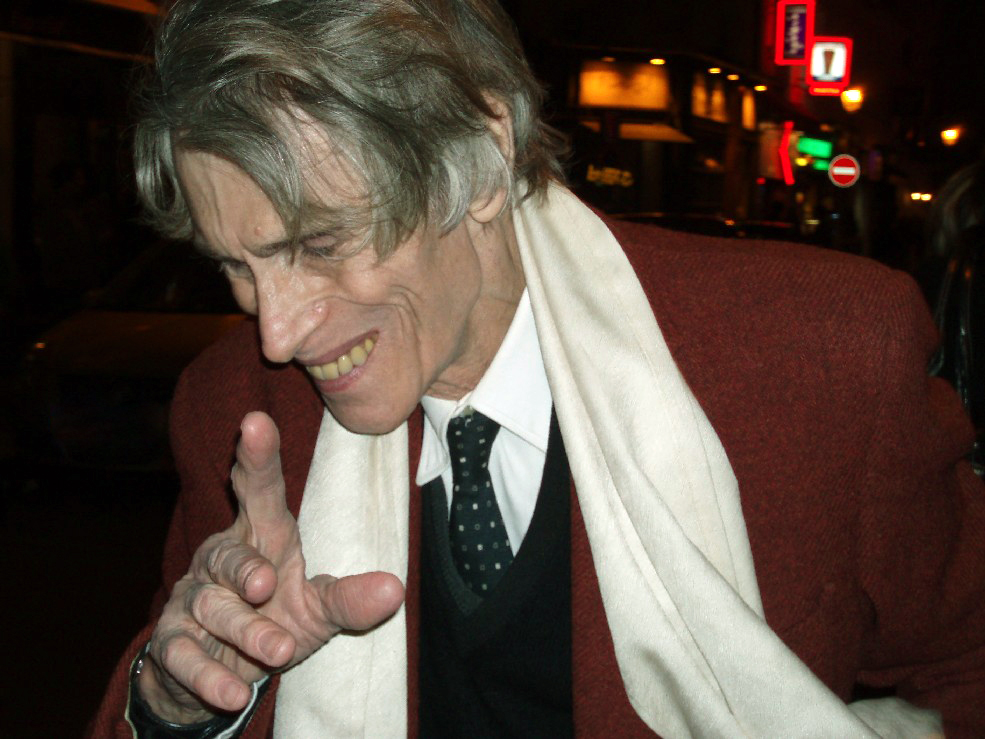
Laurent Terzieff en 2009

Laurent Terzieff : « Le passéisme m'effraie » : « Le passéisme des gens de mon âge m'effraie. Évidemment, ce sentiment que ce qui arrive de nouveau est quelque chose qu'on a déjà vécu, je l'ai moi-même éprouvé, mais c'est faux. Ce qui est nouveau est vraiment nouveau, on ne l'a pas vécu. L'histoire ressasse, parfois, mais elle ne bégaie pas ».

### La défense d'une certaine forme de passéisme

#### Selon Georges Brassens
Brassens vivait simplement, sans eau courante et électricité. « Le cul dans un fauteuil, tu n’as pas envie de faire de grandes choses, mais dès qu’une vie est passionnée, la question de confort n’a plus beaucoup d’importance. Je pense que Beethoven, pour composer, n’avait pas besoin de confort ». Chanteur et poète, il aimait raconter des histoires. Sa chanson nommée le passéiste, écrite à la première personne, raconte sa relation avec les critiques de salon sur sa vision critique du présent et ses appels récurrents aux écrits du passé. Il cite Jadis et Naguère, un recueil de poèmes de Paul Verlaine publié en 1884 dont il a tiré une chanson. Sa phrase fétiche qu'il répète en refrain est "Il était une fois".
« Un peuple qui oublie son passé se condamne à le revivre », Winston Churchill.

#### Face aux nouvelles technologies

Sylvain Tesson

Selon l'écrivain Sylvain Tesson, auteur de la phrase « Éteignez tout, et le monde s'allume », l'être humain doit fuir le monde numérisé afin de retrouver « l’espace et le temps, le silence et la durée ». Dans le même sens, l'écrivain Frédéric Beigbeder considère les réseaux sociaux comme sans intérêt et leur utilisation supposée incontournable serait autant artificielle qu'imposée. Dans ce sens, il a lancé un appel contre ce type de pratique. Ce genre d'attitude partagée par de nombreux intellectuels peut être considéré comme une forme de passéisme, mais elle s'associe également à une lutte contre le phénomène de dépendance à la virtualisation entraînant certaines personnes dans un oubli ou un éloignement de la vie réelle.

## Statistiques
Une étude réalisée entre 2013 et 2014, mais publiée en 2016 par la DREES, indique que 46 % des Français interrogés pensent que « c’était mieux avant ». Par rapport à l’enquête précédente, réalisée en 2004, la DREES indique que « les Français sont de plus en plus nombreux à penser que leur situation générale est moins bonne que celle de leurs parents ». Selon cet organisme public, ces personnes évoquent un sentiment de déclassement, les jeunes se sentant les plus concernés.
Une enquête effectuée en 2016 par l'institut de sondage BVA, pour le compte d'Orange télévision, indique que pour 70 % des français interrogés, la télévision, « c'était mieux avant ». Ce sondage indique également les préférences des français en matière de programmes et de présentateurs.

## Dans la culture

### Chansons
- Georges Brassens : Le passéiste (album Les dernières chansons inédites de Brassens), 1982
- Clarika : C'était mieux avant (album La Tournure des choses, 2013)
- Joseph Dahan : C'était mieux avant (album Ma langue aux anglais, 2014)[36].